# Madeleine de Verchères
Pour les articles homonymes, voir Verchères (homonymie).
Marie-Madeleine Jarret de Verchères (3 mars 1678 - 8 août 1747) était la fille du seigneur de Verchères en Nouvelle-France. Elle est considérée comme l'une des héroïnes de la Nouvelle-France pour, à l'âge de quatorze ans, avoir protégé pendant huit jours le fort Verchères des attaques des Iroquois. 

## Histoire

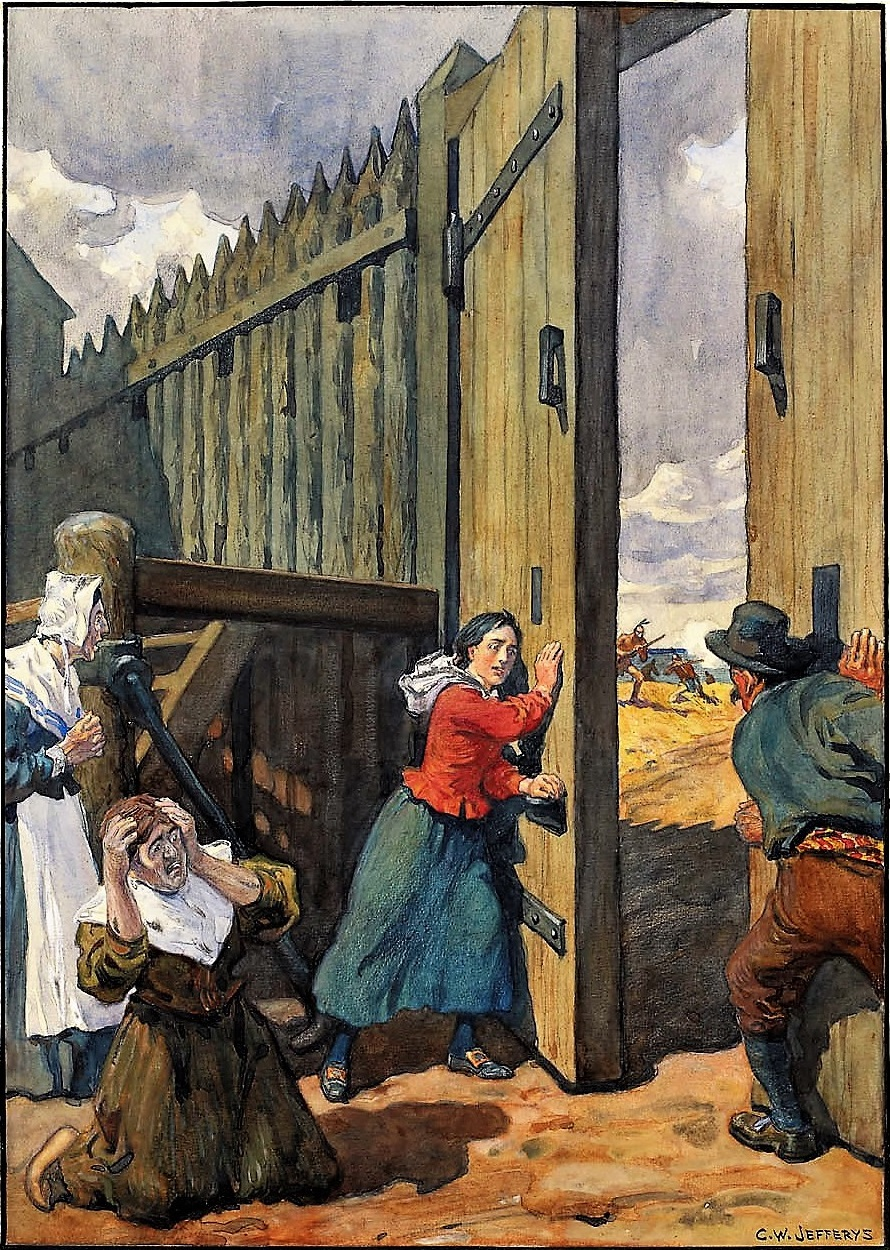
Fermant le portail, en 1692

Le matin du 22 octobre 1692 alors que son père était à Québec et sa mère à Montréal, Madeleine travaillait dans les champs quand une troupe d'Iroquois jaillirent du bois et se saisirent de vingt personnes qui travaillaient hors du fort. Madeleine se glissa à l'intérieur du fort et donna l'alerte. 
Un seul soldat veillait à la garde du fort. Avec ses frères, elle se joint à lui, employa une ruse pour faire croire à l'ennemi que le fort était bien gardé en prenant un chapeau, un uniforme et un fusil, se montrant sur la muraille, fait feu de différents endroits du fort sur les Iroquois et grossissant sa voix, elle feint de commander à une troupe nombreuse, vole de guérite en guérite comme pour distribuer les postes. La jeune fille s'encourageant de plus en plus, charge un canon et y met le feu elle-même. Ce coup jeta la terreur parmi les Iroquois et avertit en même temps les garnisons des forts voisins de se tenir sur la défensive; et bientôt les bords du fleuve retentirent du bruit de l'artillerie.

Elle réussit ainsi à tenir le fort jusqu'à l'arrivée des renforts de Montréal au bout de huit jours.

Or, ce récit d'un siège de huit jours est mis à mal, de nos jours, par l'historien Marcel Trudel qui démontre les invraisemblances de la deuxième narration de l'événement datant de 1732. Trudel soutient que le récit de l'événement, qui a eu cours en 1692, fut embelli par Madeleine de Verchères elle-même et par un romancier inconnu. Marcel Trudel rajoute que la postérité devrait garder la narration de 1699 plutôt que celle de 1732.
Ainsi Madeleine de Verchères sauva le fort de Verchères et peut-être toute la colonie. Ce courage, héréditaire dans sa famille, se transmettait aux femmes comme aux hommes. 
Sa mère avait montré, deux ans auparavant, la même intrépidité. La place avait été investie par les Iroquois dans le moment où la garnison en était sortie. Il ne restait que trois soldats qui furent tués. Lorsque madame de Verchères vit tomber le dernier, qui se défendait dans une redoute à cinquante pas du fort, elle s'arma à la hâte, s'avança seule le long du chemin couvert, gagna la redoute avant que les ennemis eussent pu l'escalader, fit feu sur eux, et à chaque coup abattait un assaillant. Consternés les Iroquois furent définitivement mis en désordre par l'approche d'un corps de Français.

## Monument et hommages
Fut édifiée en son honneur une statue du sculpteur Louis-Philippe Hébert, inaugurée le 21 septembre 1913 sur la rive du fleuve Saint-Laurent à Verchères (Québec), à côté du moulin banal. Selon le site Internet MEF, « cette statue serait le plus gros bronze au Canada ».

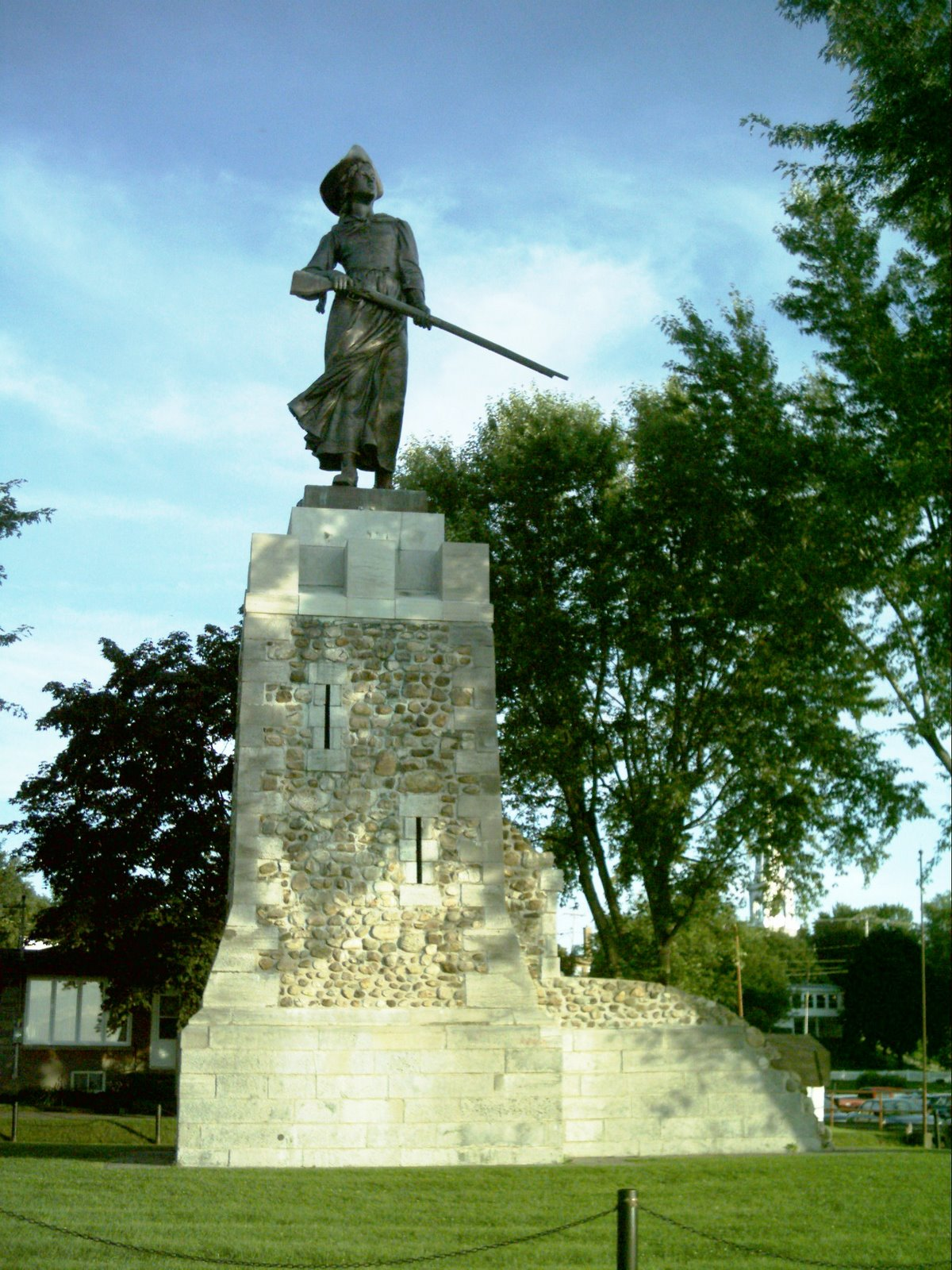
Monument à Verchères
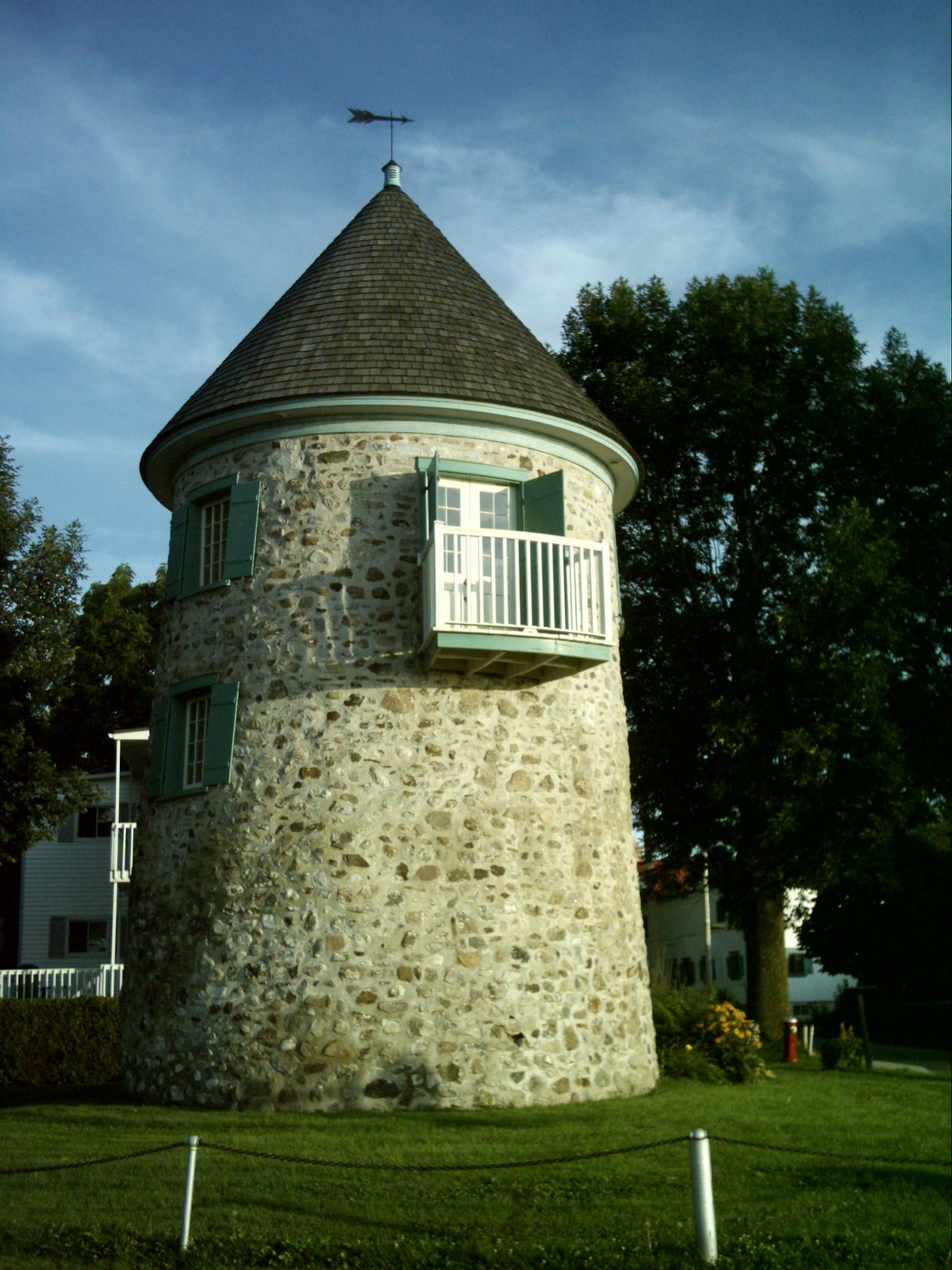
Moulin à vent de Verchères
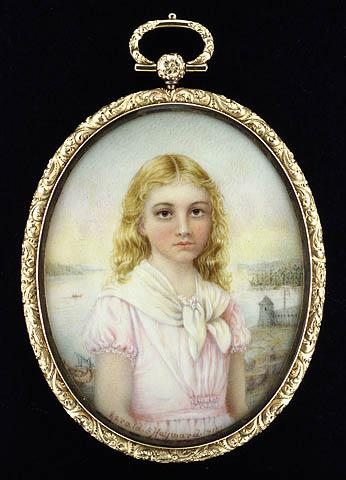
Portrait imaginé par Gerald Sinclair Hayward

### Hommages toponymiques
L'avenue Madeleine-de-Verchères a été nommée en son honneur, en 1917, dans la ville de Québec ainsi que l'avenue Verchères, vers 1957, dans l'ancienne ville de Charlesbourg maintenant arrondissement de Québec.

### Madeleine de Verchères dans la littérature
- Mademoiselle de Verchères. roman / Georges Cerbelaud-Salagnac ; ill., Marion Raynaud de Prigny. - Paris  : P. Téqui, 2000 - (collection Défi ; 10).  (ISBN 978-2-7403-0637-6)

### Sources
- Marcel Trudel, "Madeleine de Verchères, créatrice de la propre légende», dans Mythes et réalités dans l'histoire du Québec, chap. VII, Cahiers du Québec, Collection Histoire, Éditions Hurtubise HMH, 2001.

- Diane Gervais et Serge Lusignan, « De Jeanne d’Arc à Madelaine de Verchères : la femme guerrière dans la société d’ancien régime », Revue d'histoire de l'Amérique française, vol. 53, no 2,‎ 1999, p. 171–205 (ISSN 0035-2357 et 1492-1383, DOI 10.7202/005446ar, lire en ligne).
- L'histoire existe dans le Spirou 777 du 5 mars 1953 dessinée par Jean Graton, et aussi dans un journal de Tintin des années 1960, dessinée par Leonard.